# Xu-Durul

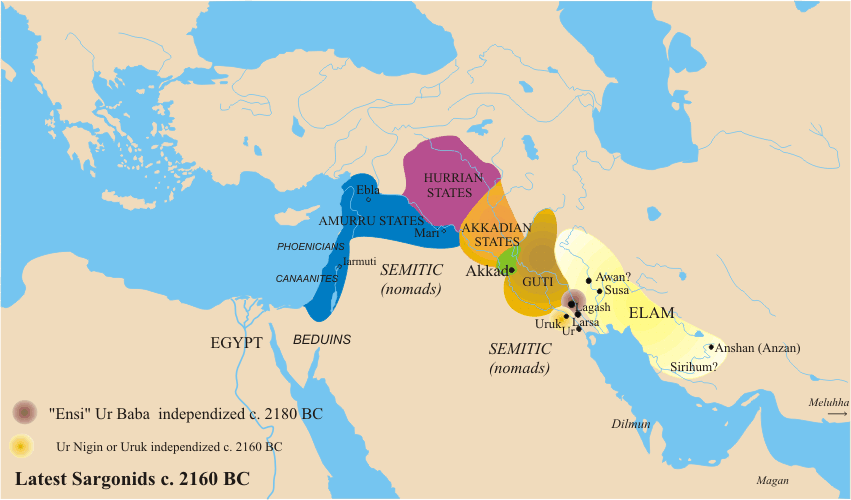
Darrers anys de l'Imperi d'Accad

Xu-Durul o Šu-Durul va ser el darrer rei d'Accad. Era fill de Dudu al que va succeir cap al 2174 aC.
Pels documents i restes trobats se sap que dominava Tutub (avui Khafaji) i Kix, cosa que fa suposar que pel nord el seu poder s'estenia uns 100 km i que dominava també el nord de Sumer.
Els texts accadis diuen que Accad va ser destruïda ("xakhluqtum") i se suposa que devia ser al final del seu regnat perquè a la Llista de reis sumeris ja no s'esmenten més reis d'aquesta dinastia i el govern de Sumer va tornar a Uruk. Es creu que els gutis van saquejar la ciutat i la van i destruir si no del tot físicament sí políticament, de forma que ja no es va poder recuperar, i es va acabar el que havia estat el primer gran imperi del món, l'Imperi Accadi.